# Перетятько Ольга Олександрівна
Ольга Перетятько-Маріотті (рос. Ольга Александровна Перетятько-Маріотті, англ. Olha Peretiatko-Mariotti), 21 травня 1980, Ленінград, СРСР) — російська провідна оперна співачка (сопрано), почала музичну кар'єру у віці 15 років у дитячому хорі Маріїнського театру. Співати вчилася у берлінській консерваторії. Завоювала кілька премій на міжнародних конкурсах і фестивалях. Сольну кар'єру почала у 2005 році у Гамбурзькій опері. Після цього виступала на провідних оперних сценах світу: у Берліні, Відні, Мілані, Мюнхені, Венеції, Нью-Йорку, Парижу, Лондону, Зальцбургу, Торонто, Амстердамі та інших.

## Біографія
Батько — артист хору Маріїнського театру, баритон, він співає там і зараз. Прізвище співачки, з вимовою якого довго мучилися європейські агенти та менеджери, вказує на її українське походження. Співала другим альтом у дитячому хорі Маріїнського театру. Батьки розлучилися і з 1987-го по 1994-й рік Ольга жила у Литві у маленькому містечку, тоді воно називалося Снечкус, а зараз Висагінас. Там навчалася в музичній школі, математичній гімназії, ходила на карате (має червоний пояс). Їй завжди подобалися бойові мистецтва, машини, швидкість, техніка, комп'ютери. Як каже співачка: «… в оперному мистецтві виграє той, у кого нерви сильніші… Виходиш на сцену і відчуваєш себе тореадором на кориді. Невідомо, хто переможе…».
Закінчила Музичне училище при Ленінградській консерваторії, а потім консерваторію (диригентсько-хорове відділення), займалася фортепіано, у хорі співала мецо-сопрано. Вокалом почала займатися тільки у 20 років з приватним педагогом, солісткою Маріїнського театру, Ларисою Гоголевською. Після прослуховування Гоголевська здивувалася, як Ользі могли запропонувати співати «меццо», а не «сопрано». І якраз навчання у Гоголевської дало можливість Ользі незабаром вступити на вокальний факультет Берлінської консерваторії.
Переїхавши до Берліна закінчила вокальний факультет Берлінської вищої школи музики імені Ганса Ейслера, вчилася два роки в Гамбурзі в оперній студії. Студенти цієї студії регулярно беруть участь у постановці вистав, і таким чином мають колосальну практику. Пізніше Ольга продовжила навчання у знаменитій на весь світ россінієвській академії під керівництвом видатного диригента Альберто Дзедди (Alberto Zedda). Була стипендіатом Оперного фестивалю в Екс-ан-Провансі (2003) і Вагнерівського оперного фестивалю в Байройті (2004). Відвідувала майстер-класи Грейс Бамбрі, Томаса Квастгофа, Ілеани Котрубаш, Енн Мюррей. Серед її нагород — звання лауреата Конкурсу Ферруччо Тальявіні в Дойчляндсберзі (2004), премія на Міжнародному конкурсі «Приз Бельканто» в Бад-Вільдбаді (2005), приз за найкраще виконання арії Моцарта на Міжнародному конкурсі «Дебют» у Бад-Мергентгаймі (2006) і друга премія на патронованому Пласідо Домінго конкурсі «Опералія» в Парижі (2007). У 2005—2007 була у складі оперної студії при Гамбурзькій опері.
Вона привернула міжнародну увагу як виконавиця партії Солов'я в постановці однойменної опери Стравінського на фестивалі «Екс-ан-Прованс» у 2010 році. Завдяки цьому зараз у неї дуже багато пропозицій з Європи, з Канади. У Ольги справді приголомшуюча кар'єра. Торік вийшов її сольний диск «La bellezza del canto», який відразу увійшов до десятки найкращих класичних альбомів.

## Особисте життя
Одружена вдруге. З другим чоловіком, італійським диригентом Мікеле Маріотті, познайомилася у 2010 році в Італії, на оперному фестивалі в Пезаро. Він диригував «Сигізмундом» Россіні, а Ольга співала в цій же постановці. Тоді Ольга була одружена з іншим чоловіком, контрабасистом. Через три місяці вони з Мікеле знову зустрілися. Два роки музиканти зустрічалися і тільки потім вирішили одружилися і відтоді разом (коли дозволяють виступи, у них різні агенти). Часом їх плани збігаються. 17 квітня 2014 Ольга співала партію Ельвіри в опері «Пуритани» Вінченцо Белліні у Метрополітен-опера. Диригував виставою її чоловік — Мікеле Маріотті. До цього вони не бачилися два місяці; Мікеле працював над постановкою в Чикаго, а Ольга співала у Швейцарії та Італії. Дітей поки що не мають. Ольга Перетятько живе між Берліном, Болоньєю і містечком на Адріатичному узбережжі Італії — Пезаро. Пезаро — батьківщина Джоаккіно Россіні і чоловіка Ольги, диригента Мікеле Маріотті. Тут, у 2012-му, вони зіграли весілля.
Носить подвійне прізвище Перетятько-Маріотті.
Подружжя мешкає у Берліні, Болоньї і Пезаро.

## Репертуар
У репертуарі співачки — партії в операх Генделя («Оттон», «Алчіна»), Моцарта («Чарівна флейта», «Весілля Фігаро», «Викрадення із сералю»), Доніцетті («Дон Паскуале», «Любовний напій», «Лючія ді Ламмермур»), Россіні («Злодієм робить випадок», «Подорож до Реймсу, або Готель „Золота лілія“», «Діва озера», «Отелло», «Шовкові сходи», «Сигізмунд»), Мейєрбера («Семіраміда»), Вагнера («Парсіфаль», «Зігфрід»), Верді («Ріголетто»), Оффенбаха (Казки Гофмана), Йоганна Штрауса («Кажан»), Лорцинга («Цар і тесля»), Стравінського («Пригоди гульвіси», «Соловей») та ін..

## Audio CD
- «La Bellezza Del Canto» — Ольга Перетятько, Симфонічний оркестр Мюнхенського радіо, Мігель Гомес Мартінес
- «Arabesque» — Ольга Перетятько, Симфонічний оркестр Північнонімецького радіо, Енріке Маццола